# 마이오
마이오(Myo) 암밴드는 팔목에 착용하는 암 밴드 형태의 제스처 컨트롤 웨어러블 기기이다.

## 역사
2012년 5월에 MYO의 아이디어가 탄생했다.
설립자들은 우리가 컴퓨터의 새로운 영역을 향해 움직이고 있고 인간과 기계의 구분이 점점 흐려지고 있다는 논지를 공유했다. Matthew와 Stephen이 이전에 했던 웨어러블 테크놀로지의 영역의 작업을 기반으로 하여 MYO의 아이디어는 이러한 근본적인 질문에서 시작되었다: 우리가 웨어러블과 유비쿼터스 컴퓨팅으로 나아감으로써 어떻게 현실과 디지털 세상을 연결할 수 있을까? 바이오메디컬 공학, 전자공학, 기계 학습에 대한 전문 지식을 결합하여 초기 MYO의 개념이 만들어졌다.
그 후 인큐베이팅과 투자회사로 유명한 Y 콤비네이터에 발탁돼 ‘MYO'를 개발하게 됐다. 아이디어 탄생 약 1년 후인 2013년 2월에 런칭했으며 동시에 유투브 영상을 공개했다. 이는 곧 폭발적인 인기로 이어졌고 첫 달에만 25000건의 선주문과 3,725,000달러의 매출이 발생했다. 탈믹 랩스 측에서는 처음에 미국 내 소수의 얼리어답터나 개발자들을 염두에 두고 만들었지만, 미국과 캐나다를 비롯한 전 세계 132국에서 MYO를 선주문했다.

## 특징
MYO는 현실과 디지털 세상의 연결을 시도하며 사람들과 상호작용하기 위한 하드웨어 인터페이스를 제공한다. MYO는 복잡한 소프트웨어 알고리즘이 결합된 하드웨어 센서를 포함하고 있고 센서로부터 정보를 얻는다.

## 사용
'마이오'는 손가락과 팔의 움직임을 정밀하게 알아차리는 동작 인식 기술을 다양한 분야에 응용할 수 있는 가능성을 제시하였다.(Engadget, 2014.1.8)
실제로 탈믹 랩스가 시연한 동영상을 보면 이 회사 공동 창립자가 MYO를 착용한 채 '콜오브듀티: 고스트(Call of Duty: Ghost)' 게임을 각종 팔, 손 동작을 통해 플레이하는 모습을 확인 가능하다.
또한 드론 기기를 팔과 손의 움직임으로 제어하거나, 아이패드에서 음악 재생, 정지, 볼륨 조절과 같은 컨트롤을 동작을 통해 제어하는 것도 가능하다
이 외에도 뮤직플레이어와 전등의 조작 등 일상적인 활용이나 프레젠테이션 등 비즈니스에서의 활용, 무선헬기나 차량의 조작 등 실외에서도 활용될 수 있다. 차세대 입력장치로서 폭넓은 활용이 눈에 띈다.

## 버전
| ×            | Myo Alpha | Myo Developer Kit | Myo |
| ------------ | --- | --- | --- |
| 배송 날짜    | 단종 | 단종 | 현재 배송중 |
| 컬러         | 블랙 | 블랙 | 블랙, 화이트 |
| 소프트웨어   | 소프트웨어 지원 없음 | 약간의 소프트웨어 지원, 업그레이드 가능                                                                                                 | 풀 소프트웨어 지원, 업그레이드 가능 |
| 하드웨어     | Alpha hardware Arm Cortex M4 Processor Haptic Feedback                                                                                  | Final hardware with new thin design Arm Cortex M4 Processor Haptic Feedback                                                             | Final hardware with new thin design Arm Cortex M4 Processor Haptic Feedback                                                             |
| 커뮤니케이션 | Bluetooth 4.0 Low Energy | Bluetooth 4.0 Low Energy | Bluetooth 4.0 Low Energy |
| 센서         | Proprietary EMG muscle activity sensors Nine-axis IMU containing: three-axis gyroscope three-axis accelerometer three-axis magnetometer | Proprietary EMG muscle activity sensors Nine-axis IMU containing: three-axis gyroscope three-axis accelerometer three-axis magnetometer | Proprietary EMG muscle activity sensors Nine-axis IMU containing: three-axis gyroscope three-axis accelerometer three-axis magnetometer |
| 파워& 배터리 | 마이크로-USB 충전 내장형 충전식 리튬이온 배터리                                                                                         | 마이크로-USB 충전 내장형 충전식 리튬이온 배터리                                                                                         | 마이크로-USB 충전 내장형 충전식 리튬이온 배터리                                                                                         |

## 기술
MYO를 팔목에 착용한 후 팔과 손을 움직이면 근육의 움직임을 인식하고 데이터를 블루투스 4.0 통신 모듈을 통해 전송함으로써, 이를 게임이나 각종 디지털 기기의 제어에 활용이 가능하다. 이 기기는 EMG 근육 인식 센서와 ARM Cortex M4 프로세서, 블루투스 4.0 통신, 3축 가속도, 3축 자이로스코프. 3축 자력계, 충전가능한 리튬 배터리를 탑재하고 있으며 윈도, 맥 OS와 호환 가능하며 iOS와 안드로이드 단말에서 활용가능한 API를 제공한다

## 디자인
2014년 6월 11일, 2년간의 개발 끝에 MYO 개발자 버전과 소비자 버전의 최종 디자인이 공개되었다. 최종 디자인은 기존의 alpha 버전보다 더욱 매끈하다. 무게는 95그램 이하로 가볍고, 하루종일 옷 아래에 입고 있을 수 있도록 디자인되었다. Thalmic Lab측은 사용자가 이 장치를 착용하지 않은 것처럼 느껴질 수 있도록 디자인했다고 밝혔다.

기본적으로 여덟 개의 직사각형 모듈을 신축성 있는 케이블이 위아래를 감싸고 있는 형태로 되어있다. 그래서 모든 사용자의 신체에 맞출 수 있도록 늘어나도록 되어 있고, 한 종류의 사이즈로 출시되었다.